# Condado de Nassau (Florida)
El condado de Nassau (en inglés: Nassau County) es un condado ubicado en el estado de Florida. En 2000, su población era de 57 663 habitantes. Su sede está en Fernandina Beach.

## Historia
El condado de Nassau fue creado en 1824. Su nombre proviene del Ducado de Nassau en Alemania.

## Leyes y gobierno
El condado de Nassau es gobernado por la Junta de comisionados del condado de Nassau, cuyos cinco miembros son electos por votación por períodos de cuatro años.

## Demografía
Según el censo de 2000, el condado cuenta con 57 663 habitantes, 21 980 hogares y 16 528 familias residentes. La densidad de población es de 34 hab/km² (88 hab/mi²). Hay 25 917 unidades habitacionales con una densidad promedio de 15 u.a./km² (40 u.a./mi²). La composición racial de la población del condado es 90,02% Blanca, 7,74% Afroamericana o Negra, 0,43% Nativa americana, 0,46% Asiática, 0,03% De las islas del Pacífico, 0,32% de Otros orígenes y 1,00% de dos o más razas. El 1,51% de la población es de origen Hispano o Latino cualquiera sea su raza de origen.
De los 21 980 hogares, en el 32,80% de ellos viven menores de edad, 61,20% están formados por parejas casadas que viven juntas, 9,90% son llevados por una mujer sin esposo presente y 24,80% no son familias. El 20,10% de todos los hogares están formados por una sola persona y 7,70% de ellos incluyen a una persona de más de 65 años. El promedio de habitantes por hogar es de 2,59 y el tamaño promedio de las familias es de 2,97 personas.
El 25,00% de la población del condado tiene menos de 18 años, el 7,20% tiene entre 18 y 24 años, el 28,80% tiene entre 25 y 44 años, el 26,30% tiene entre 45 y 64 años y el 12,60% tiene más de 65 años de edad. La mediana de la edad es de 38 años. Por cada 100 mujeres hay 97,30 hombres y por cada 100 mujeres de más de 18 años hay 94,80 hombres.
La renta media de un hogar del condado es de $46 022, y la renta media de una familia es de $52 477. Los hombres ganan en promedio $37 027 contra $25 443 para las mujeres. La renta per cápita en el condado es de $22 836. 9,10% de la población y 6,40% de las familias tienen entradas por debajo del nivel de pobreza. De la población total bajo el nivel de pobreza, el 10,90% son menores de 18 y el 8,90% son mayores de 65 años.

## Ciudades y pueblos

### Municipalidades
- Callahan
- Fernandina Beach
- Hilliard
- Bryceville

### No incorporadas
- Nassau Village-Ratliff
- Yulee
- Crawford
- Dahoma
- Kent
- Italia
- Dyal
- Ingle
- Kings Ferry
- Lessie
- Boulougne
- O'Neill
- Andrews
- Evergreen
- Verdie

### Medios de comunicación
- Fernandina Beach News-Leader
- Nassau County Record
- Florida Times-Union in Nassau County

### Administración local
- Página oficial del gobierno local
- Junta de comisionados del Condado de Nassau
- Supervisión de elecciones del Condado de Nassau
- Registro de propiedad del Condado de Nassau
- Oficina del alguacil del Condado de Nassau
- Oficina de impuestos del Condado de Nassau

- Datos: Q488818
- Multimedia: Nassau County, Florida / Q488818